# Anna Alexejewna Brenko

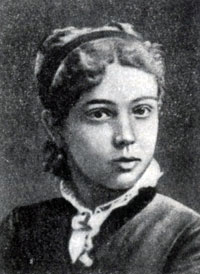
Anna Alexejewna Brenko (etwa 1875)

Anna Alexejewna Brenko, geborene Tschelischtschewa, (russisch Анна Алексеевна Бренко; * 26. Märzjul. / 7. April 1848greg. in Wladimir; † 15. November 1934 in Moskau) war eine russisch-sowjetische Schauspielerin, Regisseurin, Dramatikerin und Unternehmerin.

## Leben
Brenkos Eltern waren der adlige Beamte und spätere Hofrat (7. Rangklasse) Alexei Nikolajewitsch Tschelischtschew und seine Frau Jelisaweta Stepanowna, die zu Hause für die Erziehung der beiden Töchter Anna und Jelisaweta sorgte. Brenko wuchs in Wladimir und Susdal auf und heiratete 1865 den Gerichtsermittlungsbeamten und Musikkritiker Ossip Lewenson (1839–1892), der nach einer Betrugsaffäre durch Suizid starb.
Brenko studierte in den Moskauer Höheren Pädagogik-Kursen für Frauen. Nach dem Abschluss nahm sie Gesangsunterrichtsstunden bei Professoren des Moskauer Konservatoriums. Auch lernte sie Maskenbildnerei. Für die Schauspielkunst waren ihre Lehrer die Schauspielerin des Maly-Theaters Jekaterina Wassiljewa, der Schauspieler A. N. Rjabow und der Schriftsteller Pjotr Boborykin. Ihr wichtigster Lehrer war der Regisseur des Maly-Theaters Sergei Petrowitsch Solowjow. In der Schweiz absolvierte sie einen Schauspielkunstkurs Ernest Legouvés.
1873 debütierte Brenko im Maly-Theater. 1878–1882 war sie Mitglied einer Schauspieltruppe. Ihr Pseudonym Brenko bezog sich auf den Tschelischtschew-Vorfahren Michail Brenko oder auf Brenok, Mitkämpfer Dmitri Donskois in der Schlacht auf dem Kulikowo Pole. 1879 gründete sie ihre eigene Truppe mit dem Namen Freie Künstlerauftritte.
1880 gründeten Brenko und ihr Mann Ossip Lewenson in der Nähe des Puschkin-Denkmals Moskaus erstes privates Theater, das sogenannte Puschkin-Theater. Zur Truppe gehörten Modest Pissarew und Wassili Andrejew-Burlak als Theaterleiter sowie Polina Strepetowa, A. J. Glama-Meschtscherskaja, Mitrofan Iwanow-Koselski, Alexander Juschin, Wassili Dalmatow u. a. Bei der Arbeit wurde Brenko von dem Architekten Michail Tschitschagow unterstützt. 1882 musste das Theater wegen mangelnder finanzieller Mittel geschlossen werden und wurde von dem Unternehmer  Fjodor Korsch übernommen. Als 1882 der Bau privater Theater erlaubt wurde, baute Tschitschagow für Korschs Schauspieltruppe das Lianosowski-Theater um, das 1902 das von Fjodor Schechtel umgebaute Moskauer Kunsttheater wurde. Dann baute Tschitschagow für Korsch auf einem von den Bachruschins gestifteten Grundstück das neue 1885 eröffnete Korsch-Theater (seit 1987 Theater der Nationen)
Nach 1882 war Brenko an Theaterschulen in Charkow, Kiew und St. Petersburg pädagogisch tätig. 1883 war Brenkos Theaterstück Sowremenny Ljud (Der Moderne Mensch) im Maly-Theater aufgeführt worden. 1885–1887 gehörte Brenko zur Truppe des Alexandrinski-Theaters ohne Auftritte auf der Bühne. Ab 1890 lehrte sie an ihrer eigenen Theaterschule und trat in Schulauffǘhrungen auf. 1905 wurde die Schule geschlossen.
1915 eröffnete Brenko ein kostenloses Theaterstudio und auf dessen Grundlage das Arbeitertheater. In zwei Jahren wurden 25 Stücke inszeniert. Mit N. N. Beljakow-Gorski und P. W. Alexejew schrieb sie jeweils ein Theaterstück.
Nach der Oktoberrevolution trat Brenko mit einem Teil ihrer Truppe in die Rote Armee ein und wurde Instruktorin für Kultur- und Bildungsarbeit. Im Bürgerkrieg führte sie in Militäreinheiten Maxim Gorkis Nachtasyl, Alexander Ostrowskis Gewitter, Alexander Gribojedows Verstand schafft Leiden, Nikolai Gogols Die Heirat u. a. auf. 1921 kehrte sie nach Moskau zurück und leitete ein Arbeiterstudio der Moskauer Volksbildungsabteilung. 1924 wurde sie als Verdiente Künstlerin der RSFSR geehrt.